# Бердалин, Серик Сарсембаевич
Серик Сарсембаевич Бердалин (6 июля 1947, Караганда, Казахская ССР) — советский футболист,защитник, нападающий, советский и казахстанский тренер.

## Биография
Футболом начал заниматься в 12 лет, позже стал тренироваться в группе подготовки карагандинского «Шахтера» под руководством Андрея Садыковича Гумирова. Начинал карьеру на позиции нападающего. В 1965 году выступал за дубль «Шахтёра», в 1966 во второй группе класса «А» провёл три игры, забил один гол. В 1967—1970 выступал за «Металлург» / «Строитель» Темиртау. Завершал карьеру игрока защитником в 1973—1975 в «Шахтёре».
В 1976—1980 — старший тренер группы подготовки при «Шахтёре», в 1980—1984 — начальник клуба «Шахтёр», в 1985—1990 — старший тренер спортинтерната № 3 Караганды, в 1990—1997 годы — президент «Шахтёра», в 1991, 1992—1993, 1995—1196 — главный тренер команды. В 1995—1997 — главный тренер национальной сборной. В 1998 — главный тренер «Иртыша» Павлодар (бронзовые медали)/ 2000, до июня — главный тренер "Шахтёра. 2000, с июня — главный тренер «Жетысу» Талды-Курган. 2000—2003 — старший тренер «Есиля» Кокшетау. В 2003—2008 — государственный тренер по футболу. В 2009 стал тренераом по учебно-воспитательной работе в «Шахтёре».
Дважды бронзовый призёр чемпионата Казахстана (1995 — «Шахтёр», 1998 — «Иртыш»).
Заслуженный тренер Республики Казахстан по футболу, заслуженный деятель спорта Республики Казахстан. Лучший тренер Республики Казахстан (1995).
Жена Лариса. Сыновья Тимур (род. 1968), Данияр.